# Misionari Presvetoga Srca Isusova
Misionari Presvetoga Srca Isusova (fra. Missionnaires du Sacre – Coeur, kratica:MSC) je rimokatolička misionarska zajednica.

## Povijest
Ovu zajednicu je osnovao francuski svećenik Jules Chevalier 8. prosinca 1854. godine u francuskom mjestu Issoudunu kod Bourgesa. Utemeljena je na isti dan kad je papa proglasio dogmu o Bezgrješnom začeću Blažene Djevice Marije.
Jules Chevalier je posvetio ovu zajednicu Srcu Isusovu jer je u njemu vidio put za prevladati bijedu njegovog vremena: vjersku mlakost, sebičnost i nevjeru. Zajednica je vremenom svojim radom radila na prevladavanju siromaštva i beznađa.
U početku je zajednica djelovala po središnjoj Francuskoj, no 1881. je Chevalier poslao svoje vjerovjesnike u Papuu-Novu Gvineju, a kasnije diljem svijeta.
Danas ova misionarska zajednica djeluje u 52 države u kojima djeluje više od 2200 misionara Srca Isusova.

## Djelatnost
Općenito, MSC-ovi misionari raznose Radosnu Riječ Božju diljem svijeta i aktivno sudjeluju u izgradnji t.zv. "mladih Crkvâ" u državama kao što su Brazil, Japan, Kamerun, Kina, Kongo, Namibija, Ruanda, Senegal, no nisu ograničeni samo na neeuropske države, nego djeluju i u Europi, a u planu su i druge države. Djeluju u crkvenom i svjetovnom području, kao svećenici ili redovnička braća, sukladno osobnoj nadarenosti i sklonosti, a poslanje im je ondje, gdje je borba protiv ljudske nevolje najveća.
U siromašnim zemljama misionari Presvetog Srca Isusova grade obrazovne, zdravstvene, gospodarske, stambene, infrastrukturne i soprastrukturne objekte, s osobitom brigom da se mlađe stanovništvo obrazuje, jer se tako u tim državama i krajevima omogućuju zdravi i kvalitetni temelji za samostalni napredak i razvitak.
Misionari djeluju po župama i obrazovnim ustanovama, vode obrazovne ustanove, rade kao dušobrižnici po bolnicama i staračkim domovima i skrbe se za sve ljude koji žive na društvenom rubu.